# ZBrush
ZBrush ist ein Grafikprogramm der Firma Pixologic, das mit einer Hybridtechnologie aus 2D und 3D arbeitet.
Es ist sowohl als gewöhnliches Malprogramm für 2D-Grafiken als auch zur 3D-Modellierung und Texturierung verwendbar. Die erste Version erschien 1999. Grundlegend unterschiedlich zu anderen Grafikprogrammen speichert ZBrush in jedem Pixel nicht nur RGB- oder Alpha-, sondern auch Tiefeninformationen ab. Daher auch der Name: die Variable Z wird in Raumkoordinaten üblicherweise für die Tiefenkomponente verwendet. Diese speziellen Pixel werden nach dem Firmennamen als Pixols bezeichnet.
Auf diese Weise kann man auf die virtuelle Leinwand nicht nur flache Farben malen, sondern auch Reliefs auf ihr erstellen. Der Prozess ähnelt damit dem plastischen Modellieren. Es lassen sich nun auf diese 3D-Daten Beleuchtungs- und Materialsimulations-Algorithmen anwenden wie bei polygonbasierten 3D-Modellen in konventionellen 3D-Programmen.
Daneben kann man auch solche polygonbasierten 3D-Modelle entweder als Pinsel verwenden, um sie in die Reliefstruktur einzufügen, oder man kann die Modelle selbst als Leinwand verwenden und mit allerlei Werkzeugen eine Oberflächenstruktur auf diese „aufmalen“ (Displacement Painting, auch oft als Sculpting bezeichnet). Die Software wird vorrangig für organische Modelle verwendet.
ZBrush eignet sich auch hervorragend zum Modellieren von polygonalen 3D-Objekten. Man kann entweder ein bereits vorhandenes Modell im OBJ-Format importieren und dann in ZBrush weiterbearbeiten, oder direkt in ZBrush ein neues Modell erstellen. Für letzteres sind einige Grundobjekte, zum Beispiel Kugel, Würfel, Zylinder …, verfügbar, aber auch ZSpheres, ein Modellierwerkzeug, mit dem man eine skelettähnliche Struktur erstellt, die dann in ein Polygonobjekt umgewandelt wird.

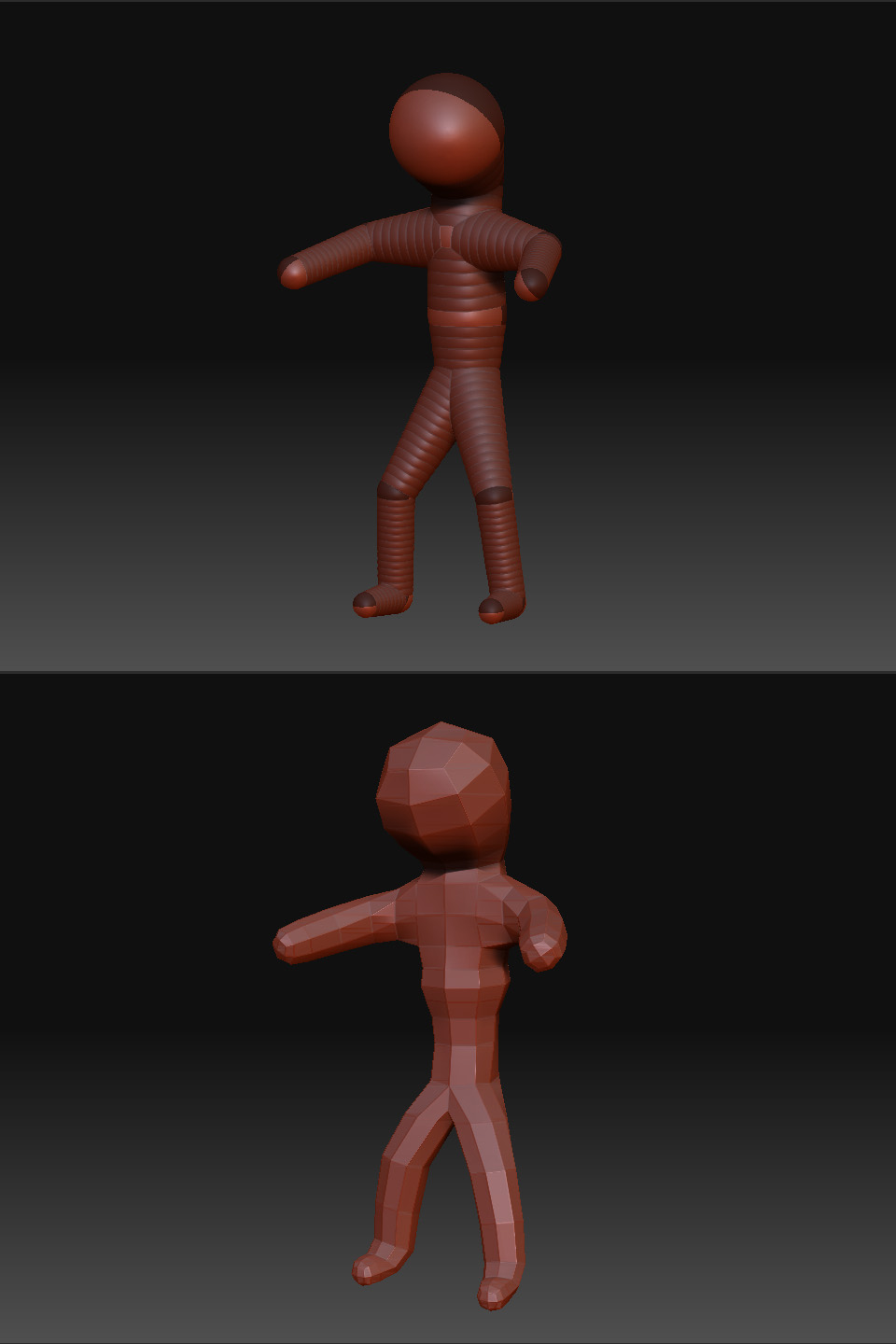
ZSpheres

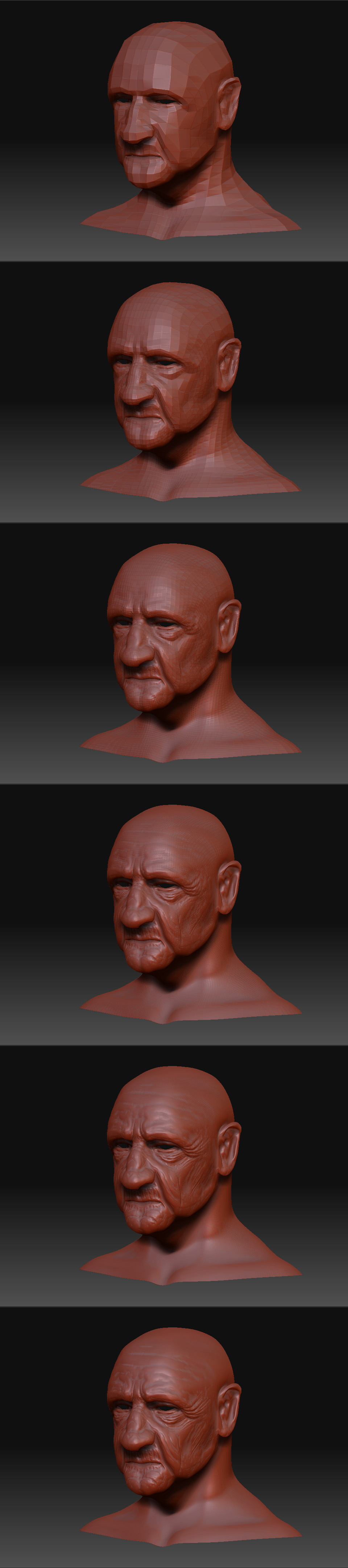
Sechs Level eines ZBrush-Modells

Der Vorteil von ZBrush gegenüber konventioneller 3D-Software ist, dass es selbst bei sehr hohen Polygonzahlen (mehrere Millionen, im HD-Modus sogar hunderte Millionen) noch flüssig und interaktiv bedient werden kann. Außerdem ist die in ZBrush verwendete Art zu modellieren – nämlich mit Pinsel – zumindest im Anwendungsbereich von ZBrush schneller und intuitiver, als einzelne Punkte zu verschieben. Der Nachteil ist, dass – abgesehen von der Funktion, jedes Polygon in vier weitere Polygone zu unterteilen – nur rudimentäre Werkzeuge zur Verfügung stehen, die Polygonstruktur zu verändern (damit ist gemeint, nicht nur die Position der Elemente zu verändern, sondern z. B. neue Kanten einzufügen, Elemente zu verschmelzen usw.).
Ein Objekt in ZBrush kann in verschiedenen Subdivision-Levels bearbeitet werden. Wenn man beispielsweise ein Objekt mit 1000 Polygonen importiert, kann man es von ZBrush in 4.000, 16.000, 64.000, 256.000, 1.024.000 usw. Polygone unterteilen lassen (bei jedem Schritt wird jedes Polygon in vier weitere Polygone unterteilt), um es detailreicher bearbeiten zu können, wobei man auch nach der Unterteilung wieder in Levels mit weniger Polygonen wechseln kann.
Aufgrund der im vorhergehenden Absatz beschriebenen Funktion wird ZBrush oft verwendet, um ein vorhandenes Modell mit Details zu versehen. Ein typischer Modellier-Workflow wäre zum Beispiel:
- Basis-Modell in konventionellem 3D-Programm erstellen (einige 1000 Polygone)
- Modell in ZBrush importieren und sehr detailreich modellieren
- Unterschied zwischen Basismodell und ZBrushmodell als Displacementmap generieren lassen (wird von ZBrush unterstützt)
- Im Ursprungsprogramm die Displacementmap auf das Basismodell anwenden

Man hat dadurch den Vorteil, dass man ein Modell mit relativ wenigen Polygonen hat, das beim Rendern sehr detailreich wird. Man kann das Basismodell trotz des Detailreichtums gut animieren und hat eine gute Performance während der Arbeit, was bei einem Modell mit mehreren Millionen Polygonen nicht möglich wäre.

## Alternative Produkte
Mittlerweile gibt es einige kostenlose Alternativen zu Programmen wie ZBrush:
- SharpConstruct ist ein Open-Source-Ansatz für ein freies Sculpting-Programm, es bietet bisher grundlegende Funktionen.
- Blender hat einen speziellen Sculpting Modus mit vielen Möglichkeiten (ab Version 2.43 neu hinzugefügt vom Entwickler von SharpConstruct; in Version 2.5 noch einmal stark verbessert).
- Sculptris ist ein reines Sculpting-Programm, das dynamische Tessellation unterstützt.

Kommerzielle Programme:
- Mudbox bietet Sculpting, Texturing und Posing
- Silo bietet ab Version 2.0 ebenfalls rudimentäres Displacement Painting.
- Teya Conceptor, vormals Polybrush, bietet Sculpting Funktionen, wobei der Fokus auf Kitbashing liegt. Dafür bietet das Programm neben vorgefertigten Brushes auch prozedurale Generatoren.
- Modo wartet seit Version 301 mit einer Sculpting-Abteilung auf, die auf der schon vorhandenen Paint-Engine aufsetzt.
- Claytools bietet Topologieunabhängiges Sculpting und Texturepainting auf Voxelbasis.
- Freeform bietet als großer Bruder von Claytools mehr Features im Voxeleditierungsbereich.
- 3DCoat, vormals 3DBrush, bietet Sculpting, Texturepainting, Bumpmapeditierung, Retopologisierung sowie Voxeleditierung.
- Curvy 3D verspricht einfaches und schnelles Erstellen von 3D-Objekten mittels Sculpting und anderen Methoden.